# Dallas Buyers Club
Dallas Buyers Club (bra: Clube de Compras Dallas; prt: O Clube de Dallas) é um filme drama de 2013 dirigido por Jean-Marc Vallée, e escrito por Craig Borten e Melisa Wallack. Matthew McConaughey interpreta Ron Woodroof, um eletricista que é diagnosticado com AIDS e que passa a contrabandear medicamentos alternativos não-aprovados pela FDA para dentro do Texas, distribuindo-os a outros pacientes e estabelecendo, assim, o "Clube de Compras Dallas".

## Elenco
- Matthew McConaughey como Ronald "Ron" Woodroof
- Jennifer Garner como Dra. Eve Saks
- Jared Leto como Raymond "Rayon"
- Denis O'Hare como Dr. Sevard
- Steve Zahn como Tucker
- Dallas Roberts como David Wayne
- Michael O'Neill como Richard Burkley
- Griffin Dunne como Dr. Vass
- Kevin Rankin como T. J.
- Donna Duplantier como enfermeira Frazin
- Deneen D. Tyler como Denise
- J. D. Evermore como Clint
- Noelle Wilcox como Kelly
- Bradford Cox como Sunny
- Rick Espaillat como Michael
- Lawrence Turner como Larry
- Lucius Falick como Freddie
- James Dumont como pai de Rayon
- Jane McNeill como Francine Suskind
- Don Brady como pai de Tucker
- Tony Bentley como juiz
- Neeona Neal como stripper
- Scott Takeda como Mr. Yamata
- John Tabler como Rick Ferris
- Joji Yoshida como Dr. Hiroshi
- Martin Covert como Ian

## Recepção
Com um índice de aprovação de 94% em base de 223 críticas, o Rotten Tomatoes chegou ao consenso: "Dallas Buyers Club repousa inequivocamente sobre os ombros magros de Matthew McConaughey, e ele carrega o fardo graciosamente com aquela que pode ser sua melhor performance da carreira". No Metacritic, o filme recebeu a nota 84, baseando-se na avaliação de 47 críticos.

## Prêmios e indicações
| Ano  | Prêmio        | Categoria                    | Indicado                         | Resultado |
| ---- | ------------- | ---------------------------- | -------------------------------- | --------- |
| 2014 | Oscar         | Melhor filme                 | Robbie Brenner e Rachel Winter   | Indicado  |
| 2014 | Oscar         | Melhor Ator                  | Matthew McConaughey              | Venceu    |
| 2014 | Oscar         | Melhor ator coadjuvante      | Jared Leto                       | Venceu    |
| 2014 | Oscar         | Melhor roteiro original      | Craig Borten e Melisa Wallack    | Indicado  |
| 2014 | Oscar         | Melhor maquiagem e penteados | Adruitha Lee e Robin Mathews     | Venceu    |
| 2014 | Oscar         | Melhor montagem              | John Mac McMurphy e Martin Pensa | Indicado  |
| 2014 | Globo de Ouro | Melhor ator – drama          | Matthew McConaughey              | Venceu    |
| 2014 | Globo de Ouro | Melhor ator coadjuvante      | Jared Leto                       | Venceu    |